# Joost van den Vondel
Joost van den Vondel (født 17. november 1587 i Köln, død 5 februar 1679) var en nederlandsk lyriker og dramatiker. Han blev født i Köln som søn af mennonitiske forældre, der var flygtet fra Antwerpen på grund af religiøs forfølgelse; i 1596 bosatte familien sig i Amsterdam. Selvom hans skuespil formelt overholdt de klassiske aristoteliske krav til dramaer, udfoldede de en pragtfuldt barok retorik.
Ud over at være forfatter, var han også en ledende fortaler for religiøs frihed i Nederlandene og konverterede til katolicismen i 1641. Det havde været forbudt åbent at praktisere andet en calvinistisk protestantisme siden 1619, men Amsterdams bystyre holdt hånden over ham. 
Han har fået den største park i Amsterdam opkaldt efter sig, Vondelpark.